# Ronnie Holassie
Ronald „Ronnie“ Holassie (* 29. Juli 1971 in Port of Spain) ist ein ehemaliger Langstreckenläufer aus Trinidad und Tobago.
Holassie lief hauptsächlich die Marathondistanz, aber auch den Halbmarathon sowie 5000- und 10.000-Meter-Läufe. 1996 nahm er am Marathonlauf bei den Olympischen Spielen in Atlanta teil. Dort erreichte er mit einer Zeit von 2:27:20 Stunden den 75. Platz. Vier Jahre später konnte er sich bei den Spielen in Sydney auf 2:19:24 Stunden und damit den 32. Rang verbessern. Am 29. April 2001 stellte Holassie in Cleveland mit 2:13:03 Stunden seinen persönlichen Bestwert auf.